# ルパン三世 東方見聞録 〜アナザーページ〜
- ルパン三世 > ルパン三世 東方見聞録 〜アナザーページ〜
- トムス・エンタテインメントの作品一覧 > ルパン三世 東方見聞録 〜アナザーページ〜
- 金曜ロードショー > ルパン三世 東方見聞録 〜アナザーページ〜

『ルパン三世 東方見聞録 〜アナザーページ〜』（ルパンさんせい とうほうけんぶんろく アナザーページ）は、モンキー・パンチ原作のアニメ『ルパン三世』のTVスペシャルシリーズ第23作。2012年11月2日に日本テレビ系列の『金曜ロードSHOW!』にて放送された。視聴率は13.2%。

## 概要
『金曜ロードショー』から『金曜ロードSHOW!』へのリニューアル後、初めて放送されたルパン三世のTVスペシャルである。
マルコ・ポーロの旅行記『東方見聞録』をテーマにしており、殺人犯の汚名を着せられたルパンと次元がイタリアから日本へ逃亡するロードムービー的展開と、日本での五ェ門の修行という2つの視点からストーリーが進められてゆく。物語の終盤では『TV第2シリーズ』第155話（最終話）「さらば愛しきルパンよ」を回想するシーンがあるなど、全体的に『TV第2シリーズ』のオマージュが散りばめられた構成となっている。
エンディングテーマに「ルパン三世 愛のテーマ」が起用されるのは、2007年に放送されたTVスペシャル『ルパン三世 霧のエリューシヴ』で今井美樹がボーカルを務めたものに続いて2度目となる。また、今回ボーカルを務めたDOUBLEも、TVスペシャルエンディングテーマを歌うのは、2005年に放送されたTVスペシャル『ルパン三世 天使の策略 〜夢のカケラは殺しの香り〜』の「夢のカケラ」に続いて2度目である。
ブルーレイとDVDは2013年2月20日に発売された。

### スタッフ・作画デザイン
監督は2006年に放送されたTVスペシャル『ルパン三世 セブンデイズ・ラプソディ』や2009年に放送された『ルパン三世VS名探偵コナン』でも監督を務めた亀垣一、脚本は『夏休みの恋人』の日高勝郎。キャラクターデザインには、1994年に放送されたTVスペシャル『ルパン三世 燃えよ斬鉄剣』や1995年に放送されたTVスペシャル『ルパン三世 ハリマオの財宝を追え!!』、『名探偵コナン』シリーズのキャラクターデザイン・総作画監督を長年担当している須藤昌朋が17年振りに起用され、前記した2作と同じ『TV第1シリーズ』に近いデザインとなった。なお、本作では須藤の他に、『名探偵コナン』の制作スタッフである、山本泰一郎（コナン監督）、海鋒重信（当時のコナンテレビシリーズ色彩設計）がそれぞれ絵コンテ・色彩設計担当に充てられている。
なお、本作に1シーンのみ登場したインターポールの長官（声：坂本大地）は、顔や着用している服に至るまで『TV第1シリーズ』後半に準レギュラーで登場していた警視総監に酷似している。なお、『TV第1シリーズ』で警視総監を演じていた永井一郎は、本作に住職として出演している。
ルパンの衣装デザインは、前年放送のTVスペシャル『ルパン三世 血の刻印 〜永遠のMermaid〜』で若干の変更（従来の青系ワイシャツから黒のワイシャツへの変更）があったが、本作で従来のTVスペシャルの標準的衣装デザインに完全に戻された。

## あらすじ
イタリアのジェノバにあるサン・ジョルジョ宮殿で、マルコ・ポーロの書いた旅行記『東方見聞録』の幻の1ページ、「アナザーページ」が発見された。そのアナザーページには、マルコ・ポーロが遺した財宝の在り処が記されているという。
ある晩、サン・ジョルジョ宮殿で、アナザーページを発見したテオ・アルジェント教授が殺害され、それと共にアナザーページは奪われていた。たまたま現場にいたルパンは警備員たちに追われ、アナザーページを手に宮殿を脱出するが、そこに黒服の男たちが襲いかかり、アナザーページを奪われてしまう。ところが、彼らは突然炎に包まれ消えてしまった。間一髪炎から逃れたルパンは、残されたアナザーページを拾って立ち去る男を目撃する。
後日、アルジェント教授の助手だったクラウディオ・ベラルディの証言で、ルパンがアルジェント教授殺害の犯人だとされる。「ルパンがそんなことをする訳がない」と主張する銭形警部は、アルジェント教授の孫娘リサ・アルジェントに事情を聞きに行くが、リサはベルナルドの部下に襲われ、逃げ出してしまう。
一方、無実の罪を着せられたルパンは次元と合流し、次元に今回の計画を話したものの、また不二子にねだられてやっていることを知った次元は関わりたくないとルパンの誘いを断り、立ち去ろうとする。ところがそこで、ベルナルドの部下に追われるリサに遭遇し、偶然助け出す。ルパンはリサに名前を聞かれた際、正体を隠す為、たまたま見かけたカーネル・サンダースの人形からとっさに「ICPOのカーネル警部（ルパン）と、その部下のサンダース刑事（次元）」と名乗る。彼女がアルジェント教授の孫であることを知ったルパンは、何とか協力を得られないかと考えるが、そこに銭形とクラウディオの二人が現れる。ひとまず逃げ出そうとするも、そこにちょうどよく不二子が現れ、リサを保護してもらう。ところが不二子はすでにベルナルドと組んでいて、リサはベルナルドのアジトであるロンバルト重工の工場に監禁されてしまった。ルパンと次元はそこへ潜入してリサを助け出す。ルパンはそこで、アナザーページを奪い去った男の正体がベルナルド・ビラールであることを突き止め、アナザーページを奪回するとともに、とあるシステムのデータを入手した。3人はアナザーページの謎を解くために、一路北京に向かう。
その頃、日本の岩手県平泉の山奥では、「剣を捨てるべきか否か」と悩んだ五ェ門が1人修行の日々を送っていた。五ェ門は修行中に出会った住職に案内されて彼の寺を訪れるが、そこで住職の孫娘である三姉妹（博美、留美、亜美）に家宝を狙った賊と勘違いされ、襲われてしまう。姉妹の長女博美は「腕試し」と称する襲撃に躊躇し、五ェ門を助けようとするが、逆に危ないところを五ェ門に助けられ、彼に想いを寄せるようになる。二人の仲を見た住職は五ェ門を本堂の奥に呼び、自分たちの正体を明かす。実は住職たちは平泉で死んだ武蔵坊弁慶の所有していた七つ道具を死守し、長い間行方不明となっている弁慶の「黄金の太刀」を探す役目を負っている一族だった。しかし、住職は孫娘たちには一族の宿命を負って欲しくないと考えており、「宿命に躍起となっている博美を救って欲しい」と五ェ門に頼み込み、五ェ門も協力を約束する。
マルコ・ポーロの足取りを追うように北京に到着したルパンは、待ち受けていた銭形にわざと捕まり、財宝に関する情報を知る中華マフィアの包龍とともに刑務所から脱出する。包龍の経営するカジノを訪れたルパンは、包龍から「マルコ・ポーロは中国の東方に旅立った」という伝承を聞き、アナザーページに刻まれていた文字を解読した結果、日本の平泉に財宝があることを確信する。しかし、直後にベルナルドの襲撃を受けてしまい、なんとか逃げ出して、包龍からクルーザーを譲られたルパンたちはそのまま日本へと向かう。
平泉に到着したルパンたちは住職や五ェ門と出くわし、彼らの話からマルコ・ポーロの財宝と弁慶の遺産が共通したものであることを知り、共に財宝の在り処を調べる。そこにルパンたちの行き先を突き止めたベルナルドが部下を差し向けて来た。リサを助けようとした博美は連れ去られてしまい、責任を感じたリサにルパンはワルサーを渡す。その頃偶然、リサを発見した銭形も現地へと急ぐのであった。博美の行方は掴めず、途方に暮れていたリサの前に再びクラウディオが現れ、そこにルパンも駆けつける。クラウディオはルパンのことを、アルジェント教授を殺した犯人のルパン三世だと叫び、ルパンも自分がルパン三世であることを初めてリサに明かす。正体を知ったリサは慟哭してワルサーを向けるも、ルパンから事件の真相が明らかにされる。

## 登場人物

### メインキャラクター
ルパン三世
かの名高き怪盗アルセーヌ・ルパンの孫で、自らも世界的な大怪盗かつ変装の達人。
次元大介
コンバットマグナムを使う射撃の名手でルパンの相棒。
石川五ェ門
古の大泥棒・石川五ェ門の十三代目。最強の刀「斬鉄剣」を使う居合い抜きの達人。
峰不二子
ルパン一味の紅一点で、付かず離れずの存在。時にはルパン達を利用したり、裏切ったりすることも多い。
銭形警部
ルパン一味を追うICPOの捜査官。ルパン専任捜査官であるため、ルパンに関係する事件なら世界中どこでも捜査権が認められている。

### ゲストキャラクター
リサ・アルジェント
声 - 井上麻里奈
アルジェント教授の孫娘で、ジェノバで考古学を専攻している。他人の言葉を簡単に鵜呑みにしてしまうお人好しな性格をしている。普段は眼鏡をかけているが、素顔はルパン曰く「とても可愛い」とのことで次元も頷くほど。
アルジェント教授の孫であるため、マルコ・ポーロの財宝に関する情報を聞き出そうとするベルナルドに狙われるが、偶然出会ったルパンと次元に助けられ、それ以降は二人をICPOの刑事と信じたまま行動を共にし、財宝を探す旅に出る。祖父を失ったショックもあり、当初は自分で物事を判断出来ない精神的に弱い面があったが、一連の旅を経たことやルパンに「甘えを捨てろ」と指摘されたことで、自分で真実を選ぶようになった。最終的には、ルパンは祖父を殺した人物ではないと信じ、自分を騙し、ルパンに罪を擦り付け、祖父を自分勝手な理由で殺したクラウディオに怒りの感情を見せた。その後、ルパン達と行動し、アルジェント教授が捜し求めたものの真実に涙し、故郷までは不二子達に送り届けてもらった。
博美
声 - 朴璐美
岩手県平泉に住む住職の孫娘で、三人姉妹の長女。髪型はロングヘアで、赤を基調とした服を着ている。五ェ門に助けられたことをきっかけに、彼に好意を寄せるようになる。しかし、使命を果たせずに命を落とした両親の出来事がトラウマとなって、一族の宿命である弁慶の七つ道具の死守と黄金の太刀を探すことに躍起になっており、祖父や妹たちに心配されている。
リサを守るためにベルナルドの人質となってLD03で連れ去られるが、五ェ門に助け出される。その後、黄金の太刀に刻まれた先人たちの想いを目の当たりにし、一族の宿命から解放された。
住職
声 - 永井一郎
平泉にある八宝寺の住職で、三人姉妹の祖父。飄々とした態度をとる小柄な老人だが、気の使い手であり、ルパンを身体に触れずに軽く放り投げるなど、ルパン一行をも容易く手玉に取る実力を持つ。実は武蔵坊弁慶の子孫であり、自身は22代目に当たる。
寺は代々「弁慶の七つ道具」（薙刀、鉄の熊手、大槌、大鋸、刺又、突棒、袖搦）を守って来たが、実は八つ道具と伝えられ、黄金の太刀があるとされる。また、息子夫婦が使命を全うしようとした結果、命を落としてしまったことから、孫娘たちには一族の宿命に囚われず幸せになって欲しいと思っており、特に一族の宿命に固執する博美の身を案じている。そのため、五ェ門に一族の秘密を語り、博美を一族の宿命から解放してくれるように頼む。また孫娘の亜美共々、五ェ門を「ゴエゴエ」と呼んでいる。
ベルナルド・ビラール
声 - 石井康嗣
新興の重工業メーカー・ロンバルト重工の社長で、兵器売買を行う死の商人。不二子のビジネスパートナーでもある。タリア共和国のアベル公爵に兵器売買の取引を持ち掛けた際に「マルコ・ポーロの財宝と引き換えに」という条件を出されたため、財宝の在り処が記されているアナザーページを狙う。また、世界各国に顧客がいるらしく、北京では戦車で容赦なくルパンたちを砲撃し、平泉では銭形や岩手県警の邪魔が入らないよう、日本政府内部の顧客に根回しの電話をしていた。
平泉でルパンたちを襲い、リサと博美を人質にして飛行兵器LD03で逃げようとするが、ルパンに司令室を制圧された上に、始末しようとしていた不二子にも裏切られ、五エ門にLD03を破壊されてしまう。その後、脱出ポッドで辛うじて脱出し、衛星兵器ZEALで平泉ごとルパンたちを殺そうとするが、ルパンの依頼を受けた包龍によりZEALの攻撃プログラムを改変されていたために、自分自身がZEALのレーザーに直撃されて死亡した。
クラウディオ・ベラルディ
声 - 土田大
考古学の准教授で、リサの先生。アルジェント教授と共にアナザーページを発見する。一見すれば誠実でリサを心配しているように振舞っているが、実は自分勝手な小心者で、次期学長の座と引き換えにベルナルドに買収されており、アナザーページを奪おうとアルジェント教授を殺害したうえ、教授を殺した罪をルパンに擦り付けた。
何も知らないリサを利用してルパンの居所を突き止め、ベルナルドの指示で平泉に向かうと、自分の手を汚したくないあまりに、リサに祖父の仇としてルパンを殺すよう促す。しかし、ルパンに真相を暴露され、ルパンと行動を共にしたリサもそれを信じる。その結果、自暴自棄になってリサからワルサーを奪い取り、ルパンを銃撃する。ルパンは川に落下し、撃たれたかと思われたが、実はワルサーは空砲だったので失敗していた。その後、リサを連れ去ろうとしたところで銭形が到着し、一度は懲らしめられたが、LD03がそこに着陸してベルナルドの指図を受け、クラウディオはリサとともに乗り込む。五ェ門がLD03を破壊して墜落しそうになった際には、彼女に助けを求めるも許すはずもなく、見捨てられ、脱出できなくなってしまい、そのまま墜落に巻き込まれて生死不明となる。
美人とは言いがたい風俗嬢に入れ込んでおり、彼女に計画を話していたことから銭形に計画を知られることとなった。
留美
声 - 寺崎裕香
住職の孫娘で、三人姉妹の次女。髪型はセミロングで、青を基調とした服を着ている。男勝りな性格で思い込みの激しい面がある。一族の宿命に固執する博美の身を心配し、五ェ門と博美を恋人同士にしようとする。ベルナルドの私兵との戦闘では、薙刀を振るって応戦する戦いぶりにルパンたちも感心していた。
亜美
声 - 徳井青空
住職の孫娘で、三人姉妹の三女。髪型はポニーテールで、黄色を基調とした服を着た、ギャル語を使う今時の少女。留美と共に五ェ門と博美を恋人同士にしようとする。ベルナルドの私兵との戦闘では、大槌と鉄の熊手の二刀流で応戦していた。
包龍（バオロン）
声 - 宮澤正
兵器売買を主導する中華マフィアのドン。
アベル公爵の取引相手だったが、商売敵であるベルナルドに嵌められ、警察に逮捕されていた。
マルコ・ポーロの財宝に関する情報を得ようとするルパンの手引きで刑務所から脱獄し、ルパンにマルコ・ポーロの伝承を伝えるも、自身が経営するカジノをベルナルドに戦車で破壊されてしまう。その後、ルパンたちが日本に向けて発つ際にZEALの開発データを渡され、ZEALのプログラムを改変してルパンを助ける。
事件終結後はルパンにZEALの処分を依頼されるが、ZEALを売買して一儲けしようと考えていたため、ルパンを馬鹿にしながら断った。しかし、結局ZEALは五エ門の一太刀で切り捨てられてしまった。
テオ・アルジェント
声 - 中村正
リサの祖父で、考古学の教授。クラウディオと共にアナザーページを発見する。
アナザーページを公開することでマルコ・ポーロの財宝を巡る争いが起きることを危惧し、アナザーページを抹消しようとするが、ベルナルドに買収されたクラウディオに裏切られて殺害される。

## 声の出演
- ルパン三世 - 栗田貫一
- 次元大介 - 小林清志
- 石川五ェ門 - 浪川大輔
- 峰不二子 - 沢城みゆき
- 銭形警部 - 山寺宏一
- ベルナルド・ビラール - 石井康嗣
- リサ・アルジェント - 井上麻里奈
- 住職（第22代武蔵坊弁慶） - 永井一郎
- 博美 - 朴璐美
- 留美 - 寺崎裕香
- 亜美 - 徳井青空
- テオ・アルジェント - 中村正
- クラウディオ・ベラルディ - 土田大
- 包龍 - 宮澤正
- 長官 - 坂本大地
- 警備員 - 西村拓也
- 記者1 - 清水秀光
- 記者2 - 貴志昌文
- 記者3 - 山本格
- 警察官 - 浅利遼太
- パイロット - 櫻井トオル

## スタッフ
- 原作 - モンキー・パンチ（MPワークス、ルパン三世officialマガジン刊）
- 監督 - 亀垣一
- 企画 - 奥田誠治
- 脚本 - 日高勝郎
- 絵コンテ - 山本泰一郎、大宙征基、亀垣一
- 演出 - 山本泰一郎、西澤晋、箕ノ口克己、中村亜季、前園文夫、山田三平、亀垣一
- キャラクターデザイン・総作画監督 - 須藤昌朋
- 総作画監督補 - 牟田清司
- 作画監督 - 吉川真一、柳瀬譲二、八崎健二、熊膳貴志、一川孝久、飯泉俊臣、谷沢泰史、中島里恵、鍋島修、清水義治、阿部航
- 美術監督 - 佐藤勝
- 色彩設計 - 海鋒重信
- 撮影監督 - 野口龍生
- 編集 - 岡田輝満
- 音楽 - 大野雄二
- 音楽監督 - 鈴木清司
- 音響監督 - 清水洋史
- 音響効果 - 倉橋静男、山谷尚人、西佐和子（サウンドボックス）
- 音響制作 - 東北新社
- 音響制作担当 - 林隆司、大野拓也、山本航平
- 制作担当 - 古賀絵美
- アシスタントプロデューサー - 進藤友博、深澤史朗、泉岳男、中谷諭史、桐本篤
- 原作プロデューサー - 加藤州平
- 音楽プロデューサー - 山田慎也、澤藤弘一
- ビジネスプロデューサー - 加藤良太
- プロデューサー - 中谷敏夫、小島哲、岩佐直樹
- チーフプロデューサー - 藤本鈴子
- エンディングテーマ「ルパン三世 愛のテーマ Featuring DOUBLE」
  - 作詞 - 千家和也
  - 作曲 - 大野雄二
  - 唄 - DOUBLE
  - オリジナル・サウンドトラック - 「ANOTHER PAGE」
- 制作協力 - スタジオコメット、studio gram、マル画ファクトリー、DR MOVIE、DAEJIN ANIMATION
- フォント協力 - フォントワークス株式会社
- 企画・制作 - 日テレ
- 製作・著作 - トムス・エンタテインメント